# Фарца (телесериал)
«Фарца́» — российская криминальная драма о «фарцовке» (явление, распространённое в СССР в 1950—1980-х годах) от продюсерской компании Среда. Премьера состоялась 30 марта 2015 года на «Первом канале».
В начале 2017 года «Фарца» стала одним из первых российских телесериалов, который был продан крупнейшему в мире американскому онлайн-кинотеатру «Netflix».

## Сюжет
Костя Германов крупно проигрался в карты, и задолжал бандитам большую сумму денег. Срок возврата денег приближается с каждым днём, и трое его друзей — Андрей, Борис и Санёк — решают помочь Косте. Четверо приятелей вынуждены стать фарцовщиками и спекулянтами, ведь только так они смогут выручить друга из беды.

## Список серий
1—2 серии: 1961 год, Москва, эпоха Гагарина и покорения космоса. Начинающий писатель Андрей, чей искренний рассказ опубликован в «Юности», возвращается в родной город, его встречают друзья детства. Вскоре все они — Андрей, Борис, Санёк и Костыль — становятся фарцовщиками. Параллельно у ребят идёт бурная личная жизнь: Андрей счастлив с невестой Надей, Костыль влюблён в сестру Бориса — Зину, Борис очарован валютной проституткой Татьяной, с которой познакомился «на работе». О тайной любви Санька не знает никто. Андрей, при помощи редактора «Юности» Ланской становится литсекретарём Михаила Светлова. После дерзких авантюр на удачливых ребят обращает внимание криминальный авторитет Понт.
3 серия: С подачи меломана Бориса друзья налаживают производство и сбыт пластинок «на костях». Деньги от сделок решено прятать в ячейке камеры хранения. Но там друзья сталкиваются с валютчиками, которым Костыль должен крупную сумму. Чтобы спасти всех, кто-то один должен взять вину на себя.
4 серия: Год спустя друзья выходят на новый уровень и начинают фарцовку киноаппаратурой. Директор комиссионки, на которого у ребят есть компромат, вынужден им помогать. Майор Востриков, отец Нади, выходит на след дерзких фарцовщиков, не подозревая, что хорошо знаком с организатором сделок.
5 серия: У Андрея давняя интрижка с Ланской, но она прогоняет его: всё, что он теперь пишет — серо и бездарно. Андрей напивается и не придаёт значения исчезновению Татьяны, которая должна встретиться с иностранцем в «Национале», чтобы передать деньги. Зина вызывается помочь — у неё хороший английский.
6 серия: Друзья решают разделить общие деньги и завязать с фарцовкой. Расследование Вострикова завершёно: он требует, чтобы Андрей написал чистосердечное признание, но Надя не позволяет этого сделать. Андрей узнаёт о подпольном катране, который держит Понт.
7 серия: Друзья собираются в гараже, чтобы разделить деньги. Но тайник оказывается пуст. Все подозрения падают на Костыля. Санёк неожиданно для Нади делает ей предложение. Востриков накрывает подпольный катран Понта, но арестовывает только одного человека.
8 серия: Востриков под честное слово отпускает Андрея из отделения на один час, чтобы тот мог завершить одно дело. Зина приходит к Андрею в КПЗ и признаётся, что любит его. На судебном заседании по делу Андрея появляется неожиданный свидетель.

## В ролях
| Актёр                    | Роль                                                                 |
| ------------------------ | -------------------------------------------------------------------- |
| Александр Петров         | Андрей Трофимов начинающий писатель                                  |
| Алексей Весёлкин-младший | Константин Валерьевич (Костыль) Германов влюблён в Зину              |
| Филипп Горенштейн        | Борис Целлер брат Зины, влюблён в Таню                               |
| Максим Емельянов         | Александр Дёмин автомеханик, влюблён в Надю                          |
| Зоя Бербер               | Надежда Германовна Вострикова, актриса, девушка Андрея               |
| Таисия Вилкова           | Зинаида Целлер сестра Бориса, влюблена в Андрея                      |
| Евгений Стычкин          | Максим Алексеевич Понтонов (Понт) фотограф                           |
| Иева Андреевайте         | Татьяна Николаева валютная проститутка                               |
| Алексей Серебряков       | Герман Михайлович Востриков, отец Нади, майор милиции                |
| Александр Яценко         | Сергей Задорожный (Серёжа Берём-и-Едем) таксист                      |
| Екатерина Волкова        | Валерия Дмитриевна Ланская редактор журнала «Юность»                 |
| Елена Антипова           | Ольга Фёдоровна мать Андрея                                          |
| Алексей Кирющенко        | Валерий Павлович Германов отец Кости, народный судья, адвокат Андрея |
| Тимофей Трибунцев        | Иванов капитан КГБ                                                   |
| Людмила Аринина          | Руша бабушка Бориса и Зины                                           |
| Александр Ляпин          | Петрухин напарник Германа Михайловича                                |
| Даниэль Аргаман          | Хашим                                                                |
| Евгений Цыганов          | Ян Рокотов                                                           |
| Даниил Страхов           | Геннадий Шпаликов                                                    |
| Ян Лосенков              | Юрий Гагарин                                                         |
| Павел Марецкий           | Никита Хрущёв                                                        |
| Арсений Асташкин         | Юрий Айзеншпис                                                       |
| Александр Герасимов      | Михаил Светлов                                                       |
| Михаил Присмотров        | Андрей Миронов                                                       |
| Алёна Булахова           | Наталья Фатеева                                                      |
| Виталия Хилимон          | Татьяна Лаврова                                                      |
| Вадим Бурмистров         | Василий Аксёнов                                                      |
| Эрик Яралов              | Генрих Оганесян                                                      |
| Рустам Ахмадеев          | Муслим Магомаев                                                      |

## Съёмочная группа
- Режиссёры монтажа — Максим Урманов, Дмитрий Слюсарчук, Сергей Акимов
- Второй режиссёр — Галина Стрижевская
- Второй оператор — Артём Игнатов
- Главный редактор — Ольга Шенторович
- Постановщик трюков — Виктор Иванов
- Художник-постановщик — Сергей Тырин
- Художник по костюмам — Екатерина Дыминская
- Художник по гриму — Наталия Крымская
- Гримёр — Ольга Миронова
- Звукорежиссёр — Валентин Шупенич

## Создание
- Александр Петров, исполнитель роли Андрея:

…такие сериалы как «Фарца» — это довольно новое явление для России. Новый формат, близкий к тому, что делают на Западе. <…> И я не удивлюсь, если сериалом заинтересуются на Западе: я почти уверен в том, что тем же американцам, создателям легендарных «Безумцев», будет очень любопытно посмотреть, а как жили в шестидесятых в СССР.
- Александр Цекало, продюсер и сценарист сериала:

И всё же я, не скрою, удивился, когда американский онлайн-кинотеатр «Netflix» купил у нас «Фарцу». Где «Фарца» и где Америка? Но у них таких барьеров нет. Наша история — о дружбе парней, спасающих друга, к тому же стильно сделанная, с американской музыкой... Они всё поняли и купили.

## Мнения о телесериале
- Маргарет Лайонс, кинокритик:

…it’s colorful and peppy and bright, with inventive tracking shots and a fizzy energy.
- Анна Наринская, журналистка:

Во-первых, это оказалось гораздо занимательней, чем я предполагала, — довольно живо, довольно триллерно, иногда забавно. Во-вторых, по линии «полировки советской действительности шестидесятых» (эту претензию предъявляли сериалу «Оттепель», с которым «Фарцу» невозможно не сравнивать) тут практически придраться не к чему.
- Никита Карцев, кинокритик:

Это действительно крепко написанная и симпатично сыгранная история.

## Награды
- В 2016 году телесериал получил приз Ассоциации продюсеров кино и телевидения в номинации «Лучшая оригинальная музыка к телевизионному фильму/сериалу» (RyanOtter).[8]